# Piszkos döggomba
A piszkos döggomba (Entoloma sordidulum) a döggombafélék családjába tartozó, Európában honos, erdőkben, réteken élő, mérgező gombafaj.

## Megjelenése
A piszkos döggomba kalapja 2-5 cm széles, kezdetben tompán kúpos vagy félgömb alakú, majd domborúan, idősen laposan kiterül, közepén lapos púppal. Higrofán: nedvesen szürkésbarna, néha rozsdás árnyalattal, közepe gyakran sötétebb; megszáradva halvány, piszkos fehéresszürke. Nedvesen széle röviden, áttetszően bordázott. Felszíne sima, középen kissé nemezes lehet. 
Húsa vékony, viszonylag kemény; színe halvány, fehéres. Szaga és íze lisztszerű.  
Közepesen sűrű lemezei - esetleg foggal - tönkhöz nőttek. Színük halványszürke, majd szürkésbarna, éretten a spóráktól rózsás árnyalattal.
Tönkje 2-6 cm magas és 0,2-0,4 cm vastag. Alakja hengeres, a tövénél gyakran megvastagodott. Színe piszkosfehér vagy halvány szürkésbarna. Felszíne a csúcsán hamvas, lejjebb sima, fényes. 
Spórapora rózsaszínű. Spórája szögletes, 5-7 csúcsú, mérete 8-11,5 x 7-8,5 µm. 

### Hasonló fajok
A zöldesszürke döggomba, a keresztspórás kupakgomba, a tavaszi döggomba hasonlít hozzá.

## Elterjedése és termőhelye
Európában honos, Közép-Európában gyakori.
Lomb- és tűlevelű erdőkben, réteken, parkokban található meg a talajon, néha nagyobb csoportokban. Júliustól novemberig terem.  

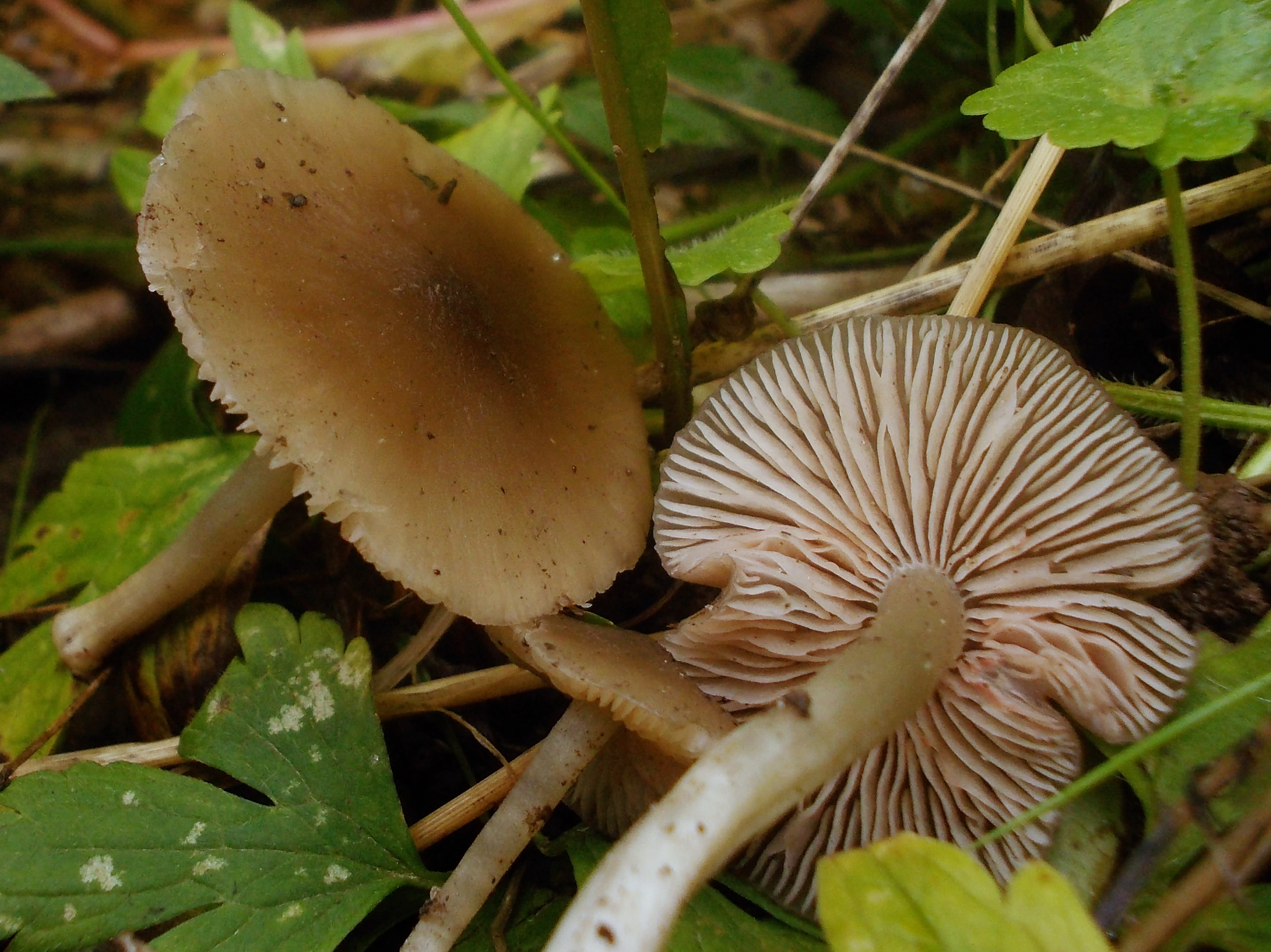
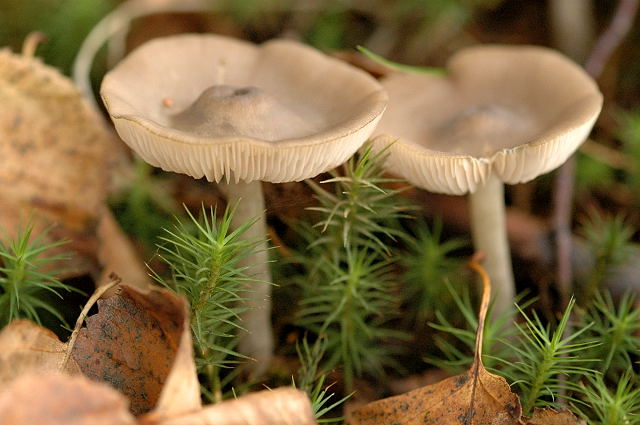
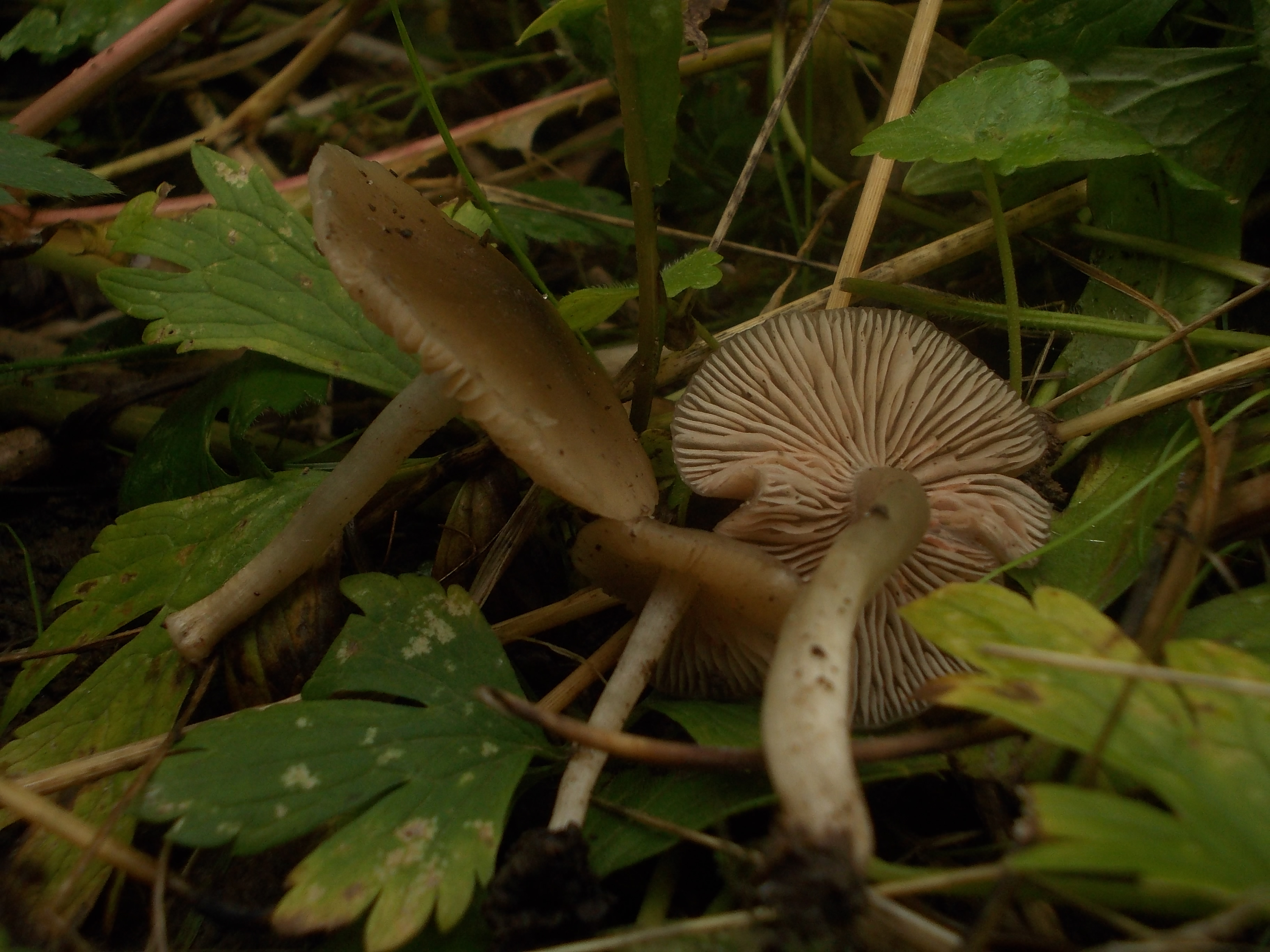
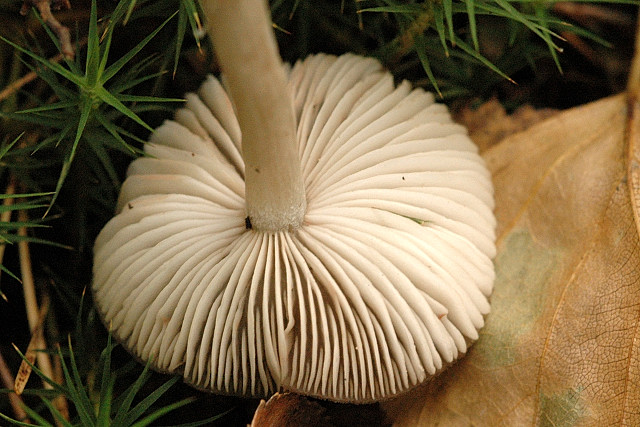

Mérgező.